# Шермейское сельское поселение
Шермейское сельское поселение — упразднённое муниципальное образование, входившее в состав Бардымского муниципального района Пермского края. Административный центр — село Шермейка.
Образовано в ноябре 2004 года в результате реформы местного самоуправления. В ноябре 2019 года упразднено путём включения в состав Бардымского муниципального округа.

## Население
По оценке на 1 января 2012 года численность населения составила 557 человек.
По данным переписи 2010 года численность населения составила 562 человека, в том числе 259 мужчин и 303 женщины.
В 2005 году численность населения составляла 709 человек.

## Населённые пункты
| Название  | Тип населённого пункта       | Население, 2010 год | Почтовый индекс | ОКАТО          |
| --------- | ---------------------------- | ------------------- | --------------- | -------------- |
| Шермейка  | село, административный центр | 253                 | 618 154         | 57 204 849 001 |
| Шабарка   | деревня                      | 175                 | 618 155         | 57 204 849 006 |
| Антуфьево | деревня                      | 45                  | 618 154         | 57 204 849 002 |
| Щипа      | деревня                      | 26                  | 618 155         | 57 204 849 010 |
| Низовское | деревня                      | 21                  | 618 155         | 57 204 849 009 |
| Зайцево   | деревня                      | 18                  | 618 154         | 57 204 849 003 |
| Караул    | деревня                      | 15                  | 618 154         | 57 204 849 004 |
| Шермеинск | деревня                      | 6                   | 618 154         | 57 204 849 005 |
| Искирский | посёлок                      | 3                   | 618 168         | 57 204 849 008 |